# Manfreda involuta
Manfreda involuta là một loài thực vật có hoa trong họ Măng tây. Loài này được McVaugh mô tả khoa học đầu tiên năm 1989.